# Химчинська сільська рада
| Химчинська сільська рада — колишній орган місцевого самоврядування у Косівському районі Івано-Франківської області з адміністративним центром у с. Химчин. Водоймища на території, підпорядкованій даній раді: річка Химчинець. Сільській раді підпорядковані населені пункти: - с. Химчин |

## Склад ради
Рада складається з 22 депутатів та голови.

### Керівний склад ради
| ПІБ                           | Основні відомості                                                                             | Дата обрання | Дата звільнення |
| ----------------------------- | --------------------------------------------------------------------------------------------- | ------------ | --------------- |
| Розвадовський Петро Гнатович  | Сільський голова, 1948 року народження, освіта, член Конгресу Українських Націоналістів       | 26.03.2006   | 31.10.2010      |
| Розвадовський Василь Петрович | Сільський голова, 1955 року народження, освіта, член Всеукраїнського об'єднання 'Батьківщина' | 31.10.2010   |                 |

Примітка: таблиця складена за даними джерела